# Pallottins
La Société de l'apostolat catholique (Societas Apostolatus Catholici) dont les membres portent aussi le nom de pallottins est une société de vie apostolique de droit pontifical. 

## Historique
La congrégation est fondée à Rome le 4 avril 1835 par saint Vincent Pallotti (1795-1850) recteur de l'église du Saint-Esprit des Napolitains, située via Giulia. L'œuvre reçoit l'approbation du cardinal-vicaire Carlo Odescalchi le 4 avril 1835 et la bénédiction de Grégoire XVI le 11 juillet de la même année
Les prêtres pallottins ouvrent des institutions charitables en faveur de la population déshéritée. En 1844, Grégoire XVI leur attribue l'église San Salvatore in Onda. La même année, un premier groupe de prêtres part pour Londres s'occuper des émigrants italiens et propager le catholicisme. Elle reçoit son décret de louange le 11 juillet 1835 et ses constitutions religieuses sont définitivement approuvées par le Saint-Siège le 22 janvier 1904
Les Pallottins germanophones ont joué un rôle historique de première importance dans le développement de la congrégation. Ils ont par exemple ouvert les missions du Cameroun en 1890, à l'époque colonie allemande sous le nom de Kamerun. Aujourd'hui les provinces d'Allemagne et d'Autriche ont été regroupées en une seule province, celle du Sacré-Cœur, en 2006. Ils sont environ cinq cents membres, prêtres et frères. Le siège de la province se trouve à Friedberg (Bavière). 
La province administre également les délégations du Cameroun, du Canada, de Croatie, d'Espagne et d'Afrique du Sud. Elle possède vingt-cinq établissements, tels que maisons d'enseignement (dont le prestigieux Paulusheim de Bruchsal), écoles, foyers de jeunesse et l'école supérieure de philosophie et de théologie de Vallendar. Son noviciat se trouve à Salzbourg sur le Mönchsberg. Elle dispose aussi de maisons pour les exercices spirituels et administre des paroisses. Son provincial est le P. Hans-Peter Becker. La province soutient des missions en Amérique du Sud, en Inde, en Australie et en Afrique.

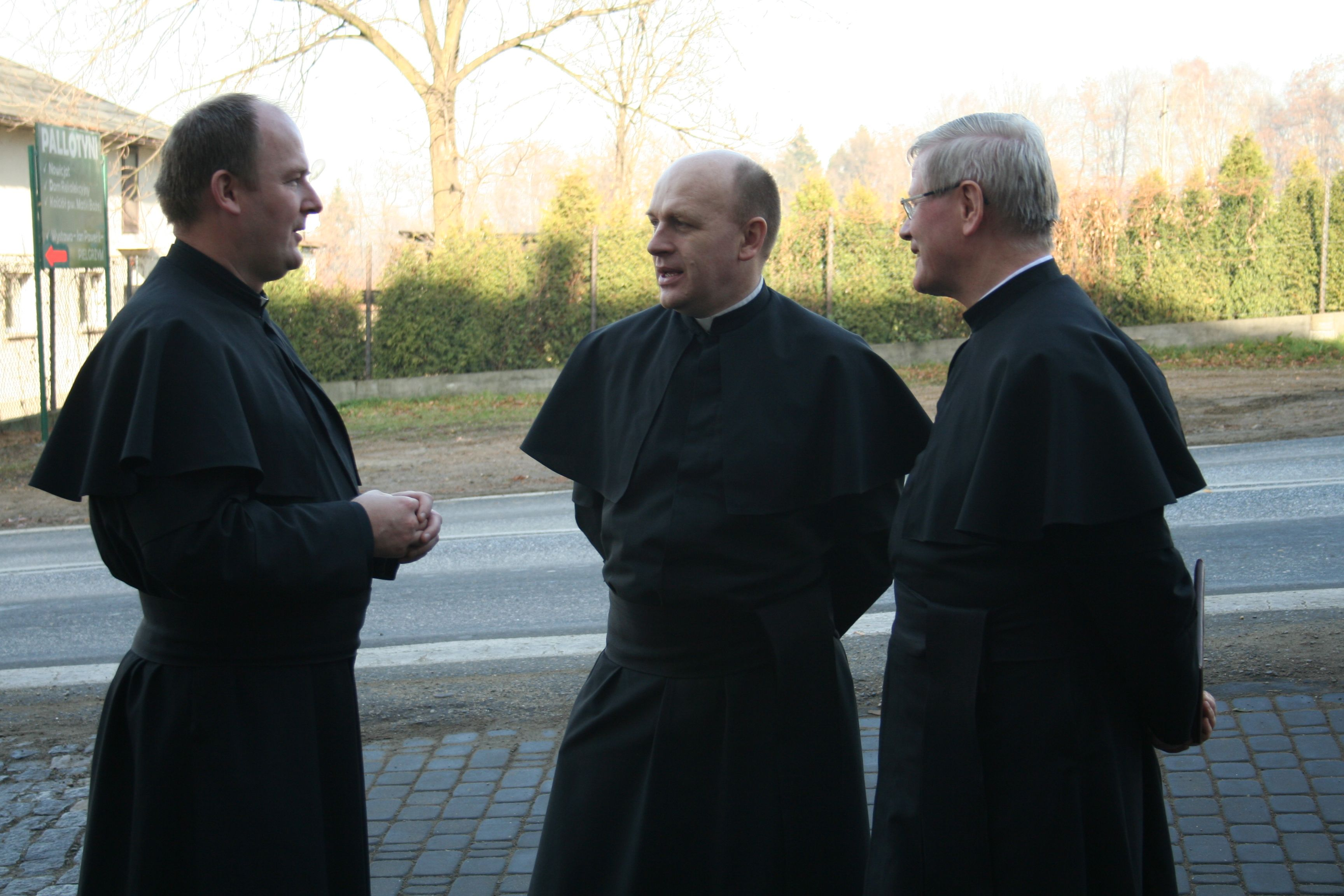
Des pères pallottins polonais.

Implantations de la congrégation en Pologne

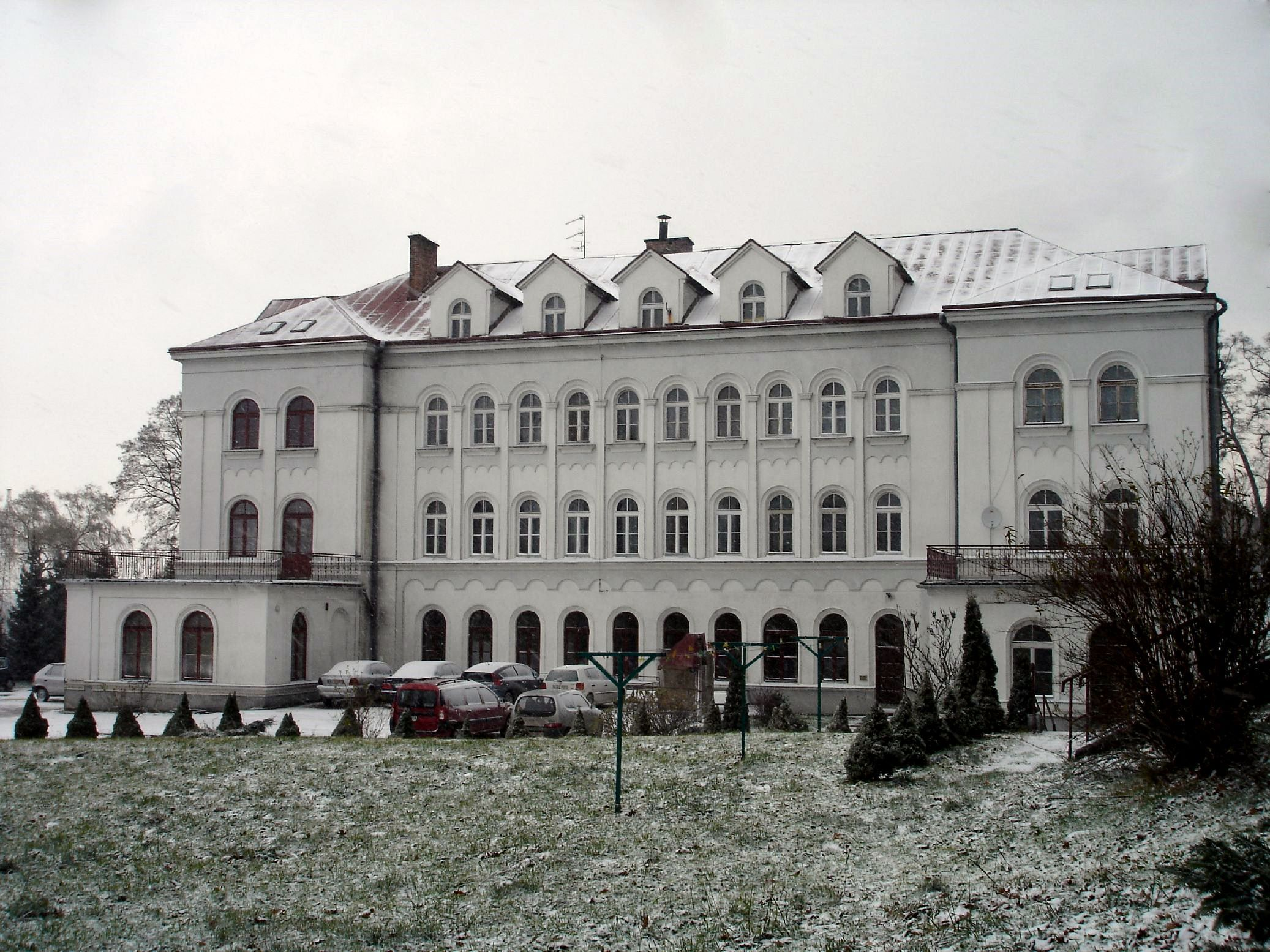
Bâtiments du Collegium Marianum, aujourd'hui noviciat et maison de récollections

Les Pallottins, avec les PP. Alojzy Majewski (1869-1947) et Alojzy Hübner (1880-1922) arrivent en Pologne en 1907 à Jajkowce dans la partie du pays administrée par l'Empire austro-hongrois (aujourd'hui en Ukraine) appartenant plus tard (à partir de l'indépendance de la Pologne) à la voïvodie de Stanisławów. L'année suivante, ils ouvrent un noviciat à Antoniów, puis à Bochnia avec un séminaire en 1913. Mais c'est surtout avec la fondation en 1909 du Collegium Marianum, lycée prestigieux de Wadowice, que leur implantation s'affermit.
Lorsque la république de Pologne est fondée après la Première Guerre mondiale, les Pallotins multiplient leurs maisons, dont la plus importante est le séminaire d'Ołtarzew, près de Varsovie. C'est à cette époque également qu'ils installent des missions dans les colonies françaises d'Afrique, en Uruguay et aux frontières de la Pologne. Le pays est érigé en province indépendante en 1935, celle du Christ Roi avec siège à Varsovie. La Seconde Guerre mondiale marque un temps d'arrêt à leur expansion. Vingt-neuf membres de la congrégation trouvent la mort dans des prisons ou des camps de concentration, dont les PP. Joseph Stanek et Joseph Jankowski, béatifiés en 1999.
Après la guerre et l'instauration de la république populaire de Pologne (1952), les Pallotins retrouvent certaines de leurs maisons, mais sont chassés des régions intégrées à l'URSS. Ils s'installent en 1945 à Czestochowa et diffusent le message de la Miséricorde Divine. Leurs actions sont de plus en plus contrecarrées dans les années 1960 par les autorités communistes et ils se tournent vers les missions d'Afrique dans les années 1970. À partir de 1989, ils s'implantent en URSS et en Slovaquie. Une seconde province est érigée en Pologne en 1993, celle de l'Annonciation avec siège à Poznań.
Le procès en béatification du P. Stanisław Szulmiński (1894-1941) est ouvert en 2003, de même que celui du P. Richard Henkes (1900-1945), ainsi que cinq pallottins d'Argentine en 2006 (PP. Alfredo Leadern (1919-1976), Alfredo Kelly (1933-1976) et Pedro Duffau (1908-1976), et les séminaristes Salvador Barbeito (1951-1976) et Emilio Barletti (1952-1976)), considérés comme martyrs de la foi par la congrégation depuis leur assassinat en 1976 à Belgrano, près de Buenos Aires.

## Recteurs généraux

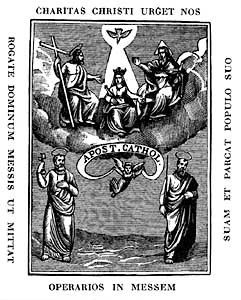
Anciennes armes de la congrégation

- Francesco Maria Vaccari (1850 – 20 janvier 1856)
- Raffaele Melia (1856 – 1862)
- Ignazio Auconi (1862 – 1869)
- Giuseppe Faà di Bruno (1869 – 18 avril 1889)
  - Carlo Maria Orlandi (1889 – 1890) (vicaire général)
  - Joseph Bannin (1890 – 1895) (vicaire général)
  - Scipio Tofini (1895 – 1896) (vicaire général)
- William Whitmee (1896 – 1903)
- Maximilian Kugelmann (1903 – 1909)
- Karl Gissler (1909 – 1919)
- Giacinto Cardi (1919 – 1925)
- Peter Resch (1925 – 1931)
- Giacinto Cardi (1931 – 1937)
- Karl Hoffmann (1937 – 1947)
- Wojciech Turowski (1947 – 1953)
- Wilhelm Möhler (1953 – 1971)
- Nicholas Gorman (1971 – 1977)
- Ludwig Münz (1977 – 1983)
- Martin Juritsch (1983 – 1992)
- Séamus Freeman (1992 – 2004)
- Friedrich Kretz (7 octobre 2004 – 4 octobre 2010)
- Jacob Nampudakam (2010 – ...)

## Activités et diffusion

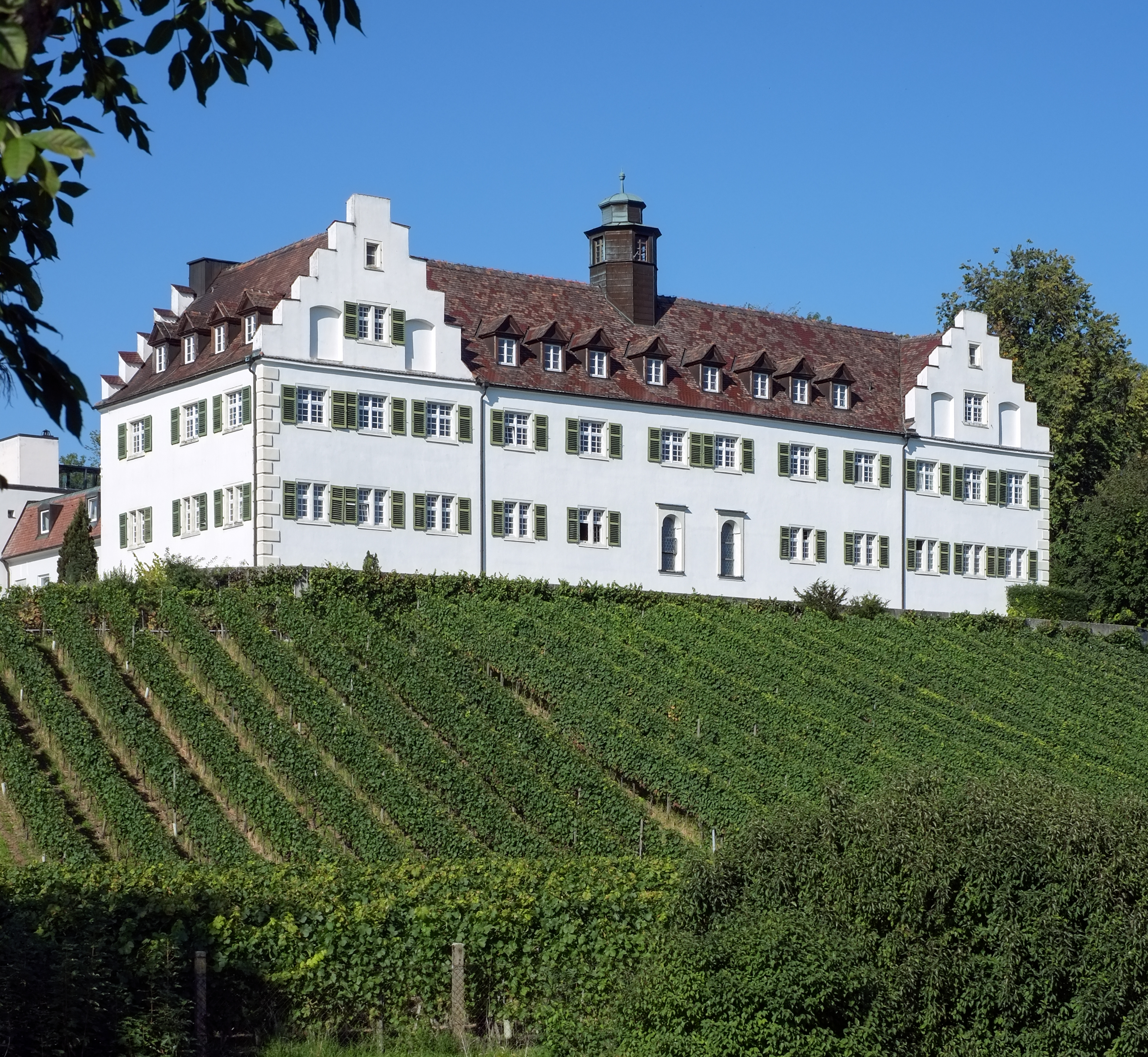
Le château de Hersberg (Allemagne), un centre d'enseignement des Pallottins.

Les Pallottins sont voués aux missions, à l'apostolat de la jeunesse à travers des œuvres d'éducation, à l'apostolat de la presse et à diverses œuvres d'assistance. 
Ils sont présents en :
- Europe : Italie, Belgique[6], Allemagne, France, Irlande, Pologne, Suisse.

- Afrique : Cameroun, Côte d'Ivoire, Rwanda.

- Amérique : Argentine, Brésil, États-Unis, Uruguay.

- Asie : Inde.

- Océanie : Australie.

La maison généralice se trouve à Rome, Piazza San Vincenzo Pallotti, 204.
La congrégation compte 2 391 membres en 2008, dont 1 640 prêtres en 2005, répartis en 407 maisons.